# Анке Хубер
Анке Хубер (на немски: Anke Huber) е бивша германска професионална тенисистка.
През 1996 г. е финалистка на Откритото първенство на Австралия. Най-високата ѝ позиция в световната ранглиста е четвъртото място през 1996 г.

## Биография
Хубер е родена в Брухзал, Баден-Вюртемберг. Започва да играе тенис на седем години, след като баща ѝ Едгар я запознава с играта. В юношеските състезания тя печели през 1986 г. немския шампионат до 12 години, през 1987 г. до 14 години, през 1988 г. до 16 години, а през 1989 г. европейския шампионат. Също така е полуфиналист на младежкия турнир Уимбълдън през 1990 г.
През 1992 г. с отбора на Германия е носителка на Фед Къп. През 1994 г. достига до финал на Хопман Къп с Бернд Карбахер, а през 1995 г. печели трофея с Борис Бекер.